# Tábor Vorkuta
Tábor Vorkuta, oficiálně Vorkutský nápravně pracovní tábor (rusky Воркутинский исправительно-трудовой лагерь), zkráceně Vorkutlag (Воркутлаг) nebo ITL (ИТЛ), byl jeden z největších a nejkrutějších lágrů v rámci sovětského systému „nápravně-pracovních“ táborů Gulag. Vedle kriminálních a politických sovětských vězňů sem mířili také němečtí váleční zajatci z druhé světové války.
Lágr se nacházel na severovýchodě Komiské republiky poblíž dnešního města Vorkuty, které v souvislosti s táborem vzniklo. Tábor byl oficiálně založen 10. května 1938, i když zde již předtím vězni těžili suroviny, které tu byly objeveny kolem roku 1930, a zanikl zřejmě počátkem 60. let 20. století. V hlavním táboře žilo počátkem 50. let současně až asi 73 tisíc vězňů. Celkem tábory ve Vorkutě a okolí prošlo přes milion vězňů a vězeňkyň, z nichž zde asi čtvrtina zahynula. Vězni z tábora byli nasazeni na nucené práce ve zdejších uhelných dolech a při těžbě dřeva. V létě 1953 bylo v táboře Vorkuta potlačeno vězeňské povstání.

## Galerie

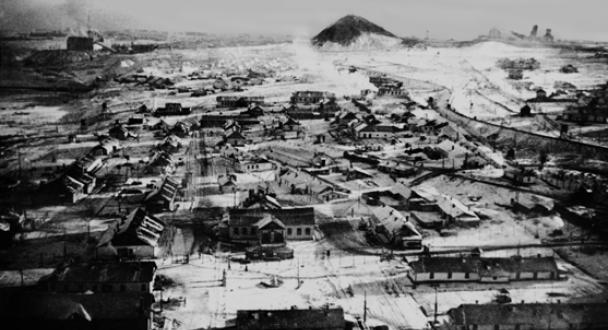
Tábor během druhé světové války
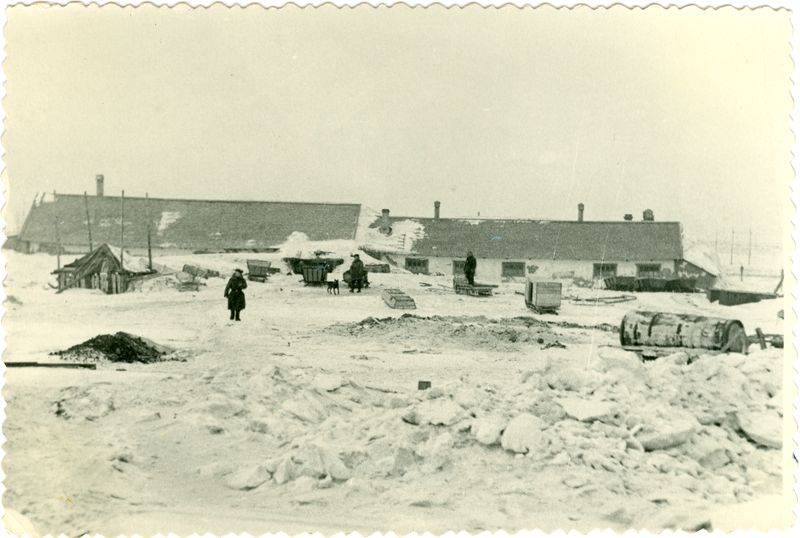
Fotografie jednoho z baráků, zima 1947
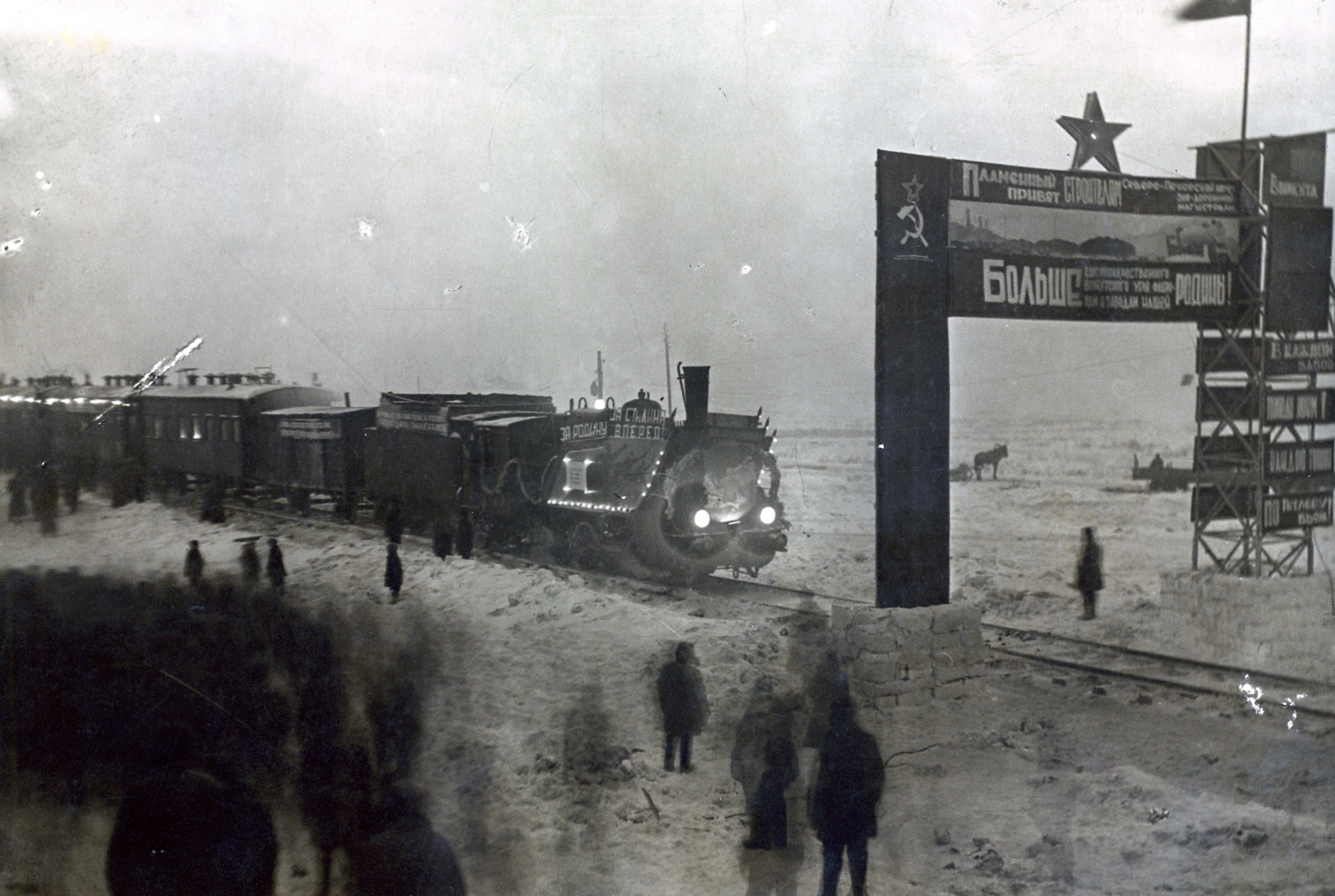
Příjezd prvního vlaku do tábora, prosinec 1941
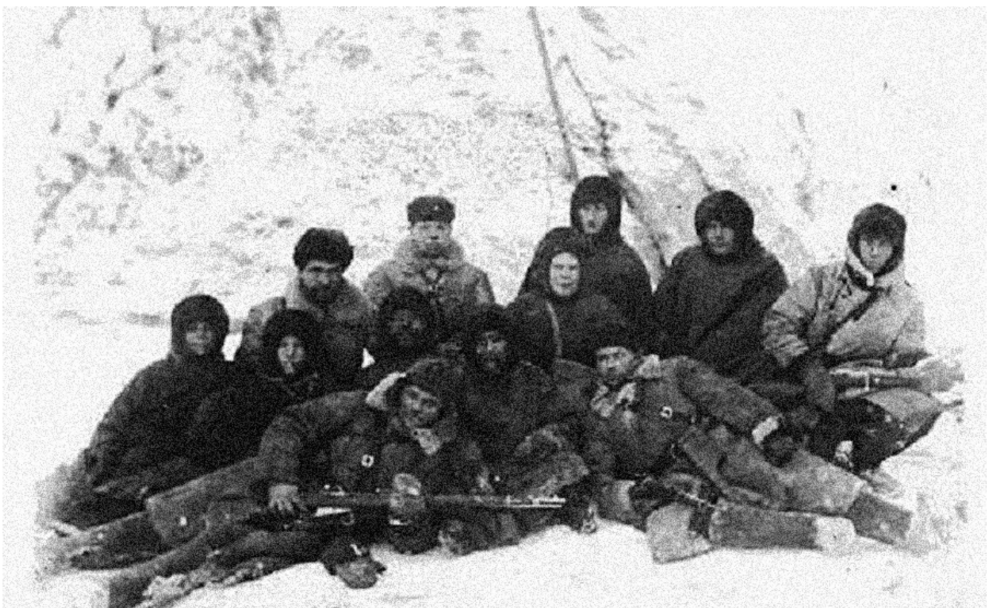
Strážní po potlačení povstání v roce 1942
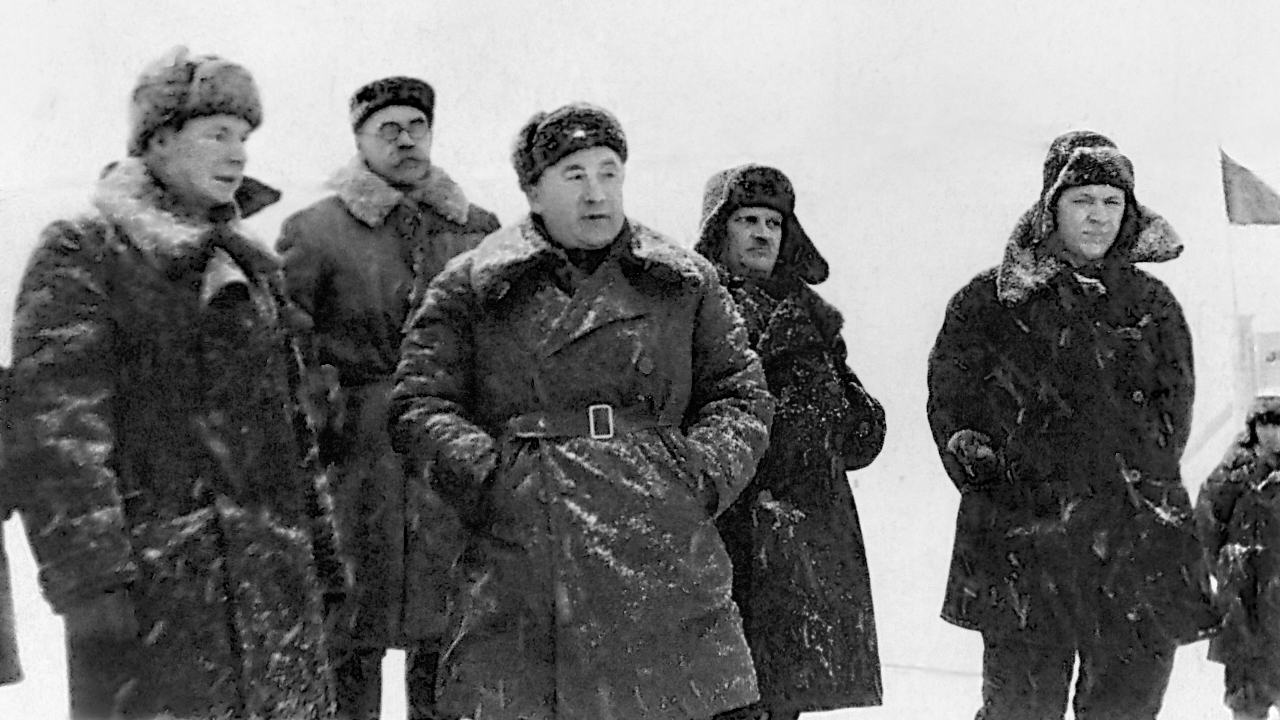
Velitel tábora, generálmajor Michail Mitrofanovič Malcev
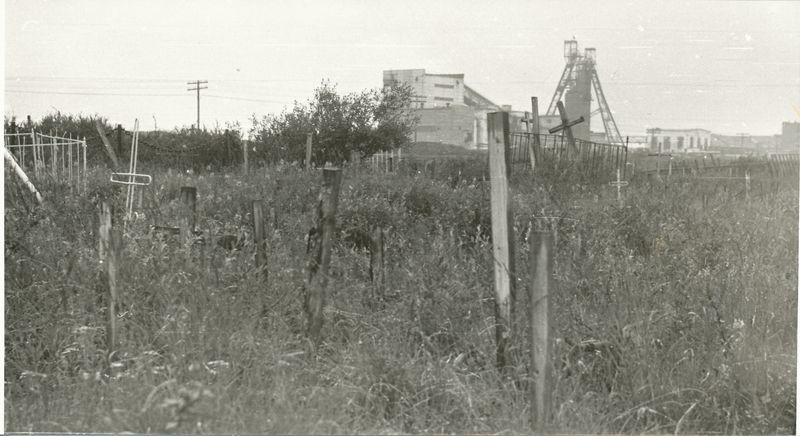
Hroby litevských vězňů ve druhé polovině 20. století
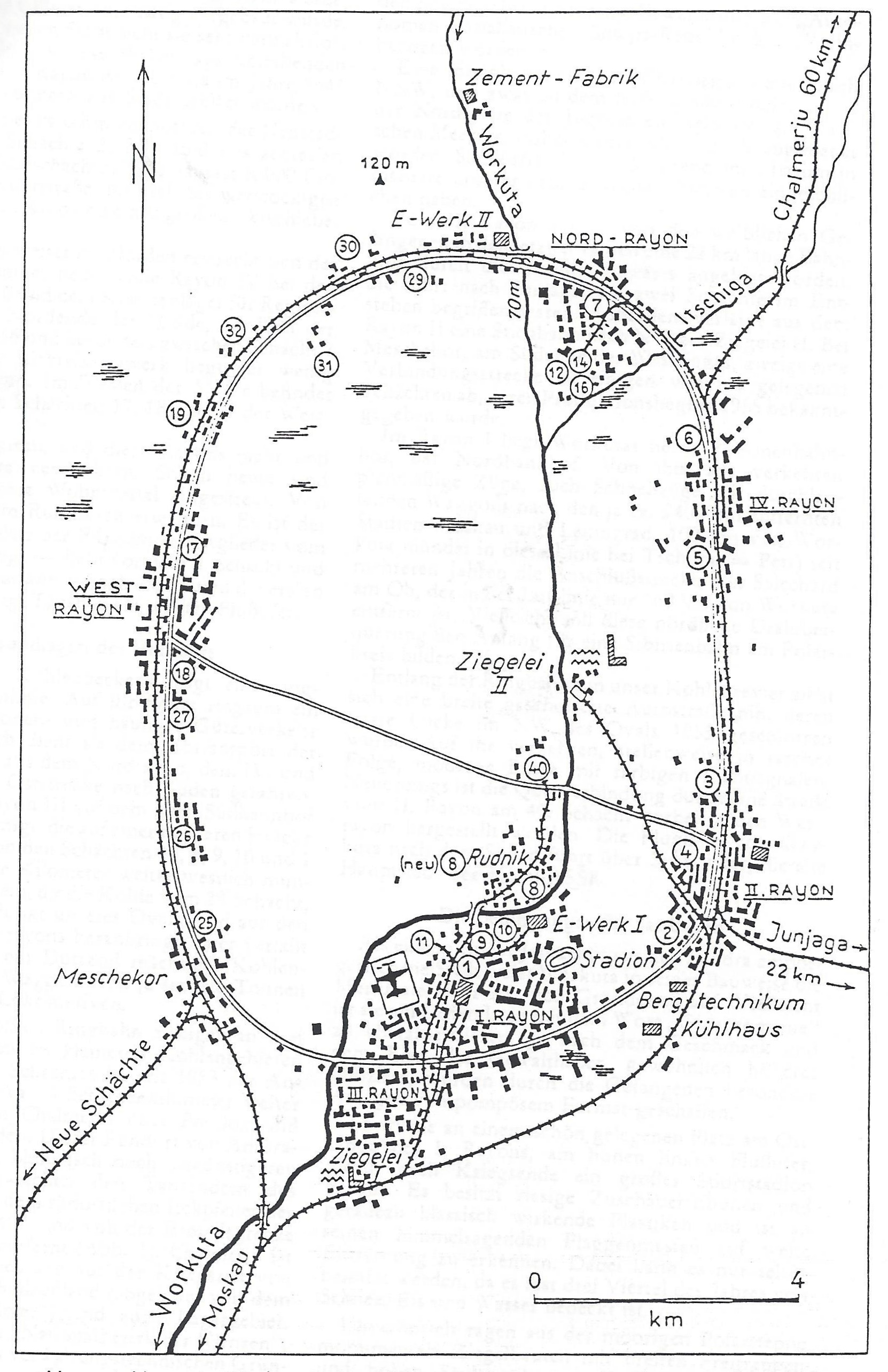
Mapka tábora (po roce 1950)

## Známí vězni
- Kapler, Aleksej Jakovlevič – ruský filmový dramaturg
- Horst Bienek – německý spisovatel
- Heinz Baumkötter – SS Hauptsturmführer a lékař v Mauthausenu a Sachsenhausenu
- Walter Ciszek – jezuitský misionář
- Jan Demčík – československý voják, spisovatel
- Valentín González – komunistický velitel ze španělské občanské války
- Anton Kaindl – velitel koncentračního tábora Sachsenhausen
- Štefan Kločurak – karpatskoruský politik, redaktor a právník
- Jaan Kross – estonský spisovatel
- Aurel von Jüchen – německý teolog a spisovatel
- Armand Maloumian – francouzský spisovatel
- Vasyl Velyčkovskyj – ukrajinský řeckokatolický duchovní
- Lothar Wolleh – německý fotograf
- Vasil Kobulej – československý voják